# Estação Plaza de Maipú
A Estação Plaza de Maipú é uma das estações do Metrô de Santiago, situada em Santiago, ao lado da Estação Santiago Bueras. É uma das estações terminais da Linha 5.
Foi inaugurada em 03 de fevereiro de 2011. Localiza-se no cruzamento da Avenida Pajaritos com a Avenida 5 de Abril. Atende a comuna de Maipú.

## Tiro
Cinco meses depois de ser aberta, Estação Plaza de Maipú foi palco de um dos dois únicos atos de mortes de violência na história do Metro de Santiago (junto com os ataques simultâneos em um trem em Tobalaba e Los Héroes, ambos da Linha 1, em 1986). Em 17 de julho de 2011, Israel Huerta Céspedes tirou uma arma de seu casaco e começou a atirar sem motivo aparente para os passageiros de um carro que estava chegando à estação terminal. Os passageiros acionaram o freio de emergência e o perpetrador conseguiu sair da estação e depois subir até a Plaza de Armas de Maipú, andar um quarteirão e depois suicidar-se.
Huerta não tinha antecedentes criminais. Ele nasceu na cidade rural de Las Cabras e chegou em 1980 para viver em Rinconada de Maipú com seus pais e dez irmãos. Ele não tinha emprego estável e em 1994 foi demitido de seu emprego como assistente de limpeza em uma delegacia de polícia no Chile em La Reina por má conduta. Parentes e amigos próximos o descreveram como uma pessoa pacífica e gentil, mas que havia entrado em uma forte depressão após a morte de sua mãe, dois meses antes do ataque.
O tiroteio deixou vários feridos, três a sério e dois (Fernando Oñate Muñoz e Mario Acevedo Meneses) que morreram depois de serem tratados em centros hospitalares. Após o ataque, o Metrô suspendeu as operações da Linha 5 entre as estações Plaza de Maipú e Las Parcelas para o desenvolvimento da investigação.